# مقياس إلكتروني
المقاييس الإلكترونية هي إما أجهزة قياس بيانية أو من النوع التسجيلي تماماً مثل المقاييس الكهربائية، وبالإضافة إلى بيان وتسجيل الكميات ، فإن هناك بعض الأجهزة التي تتحكم في الكمية، مثال ذلك مولد التاكو يمكن أي يبين وأن يسجل السرعة، كما أنه يمكن استخدامه للتحكم في السرعة لمحرك متحكم في سرعته. وهذه الأجهزة تقوم بالحساب والقيام بعمليات مختلفة على أساس المعلومات المتوفرة.
ولو أن المقاييس الإلكترونية أكثر كلفة من المقاييس الكهربائية، إلا أنها تتميز عنها بخصائص، فاستخدام المكبر الإلكتروني مع الأجهزة الإلكترونية يؤدي إلى زيادة الحساسية بحيث يمكن قياس إشارات صغيرة جداً. كما أن الأجهزة الإلكترونية لها القدرة على إظهار الإشارات البعيدة. وبالتالي أصبحت هذه الأجهزة شائعة الاستعمال بسبب سرعة إجراء عملياتها ومعالجة المعلومات إضافة للحساسية العالية، وسرعة تغييرها.